# Malaxis alamaganensis
Malaxis alamaganensis là một loài thực vật có hoa trong họ Lan. Loài này được S.Kobay. mô tả khoa học đầu tiên năm 1994.